# Annegret Goebeler
Annegret Goebeler  (geboren 1943 in Lüssow bei Güstrow) ist eine deutsche Künstlerin.

## Leben
Zunächst absolvierte Annegret Goebeler in Güstrow eine Lehre als Dekorateurin. Später studierte sie Grafikdesign an der Fachschule für angewandte Kunst in Heiligendamm. Neben der Festeinstellung als Grafikerin absolvierte sie ein Fernstudium als Zirkelleiterin für Malerei und Grafik. In ihrem Schweriner Atelier am Schelfmarkt wurde 1992 die Künstlergruppe Schelfe gegründet, welche sich später mit einer dänischen und einer schwedischen Künstlergruppe zur Baltic Art Bridge zusammenschloss. 1995 wurde Annegret Goebeler Mitglied des Künstlerbundes Mecklenburg-Vorpommern. Ihre Themen sind vor allem Figur und Landschaft, die sie in Öl, als Gouache und als Holzschnitte ausführt. Als Vorbilder nennt sie Wassily Kandinsky, Henri Matisse und Marc Chagall. Annegret Goebeler lebt und arbeitet in Bützow.

## Ausstellungen
- 1998 - 8. Landesweite Kunstschau des Künstlerbundes Mecklenburg und Vorpommern[5]
- 2004 – Nördliche Landschaft, Neues Kunsthaus Ahrenshoop
- 2004 – Malerei aus Güstrow in Mecklenburg, Kunstverein Filderstadt e.V.[6]
- 2012 – International KG Gallery[7]
- 2012 – Jubiläumsausstellung Jahresgaben 2012, Kunstverein für Mecklenburg-Vorpommern[8]
- 2012 – „Akt“ – Begegnung – die tragende Kraft ist die Liebe, Sommerausstellung im Kontor Schwerin[9]
- 2013 – Malerei von Annegret Goebeler, Landesamt für Umwelt, Naturschutz und Geologie Mecklenburg-Vorpommern (Güstrow)
- 2017 – Annegret Goebeler – „Von der Natur zur Abstraktion“, Kunsthaus Bützow[10]
- 2018 – Ein Stück Natur – Arbeiten aus den Plenairs und Studienaufenthalten, Kunstmuseum Schwaan[11]
- 2019 - 29. LANDESWEITE KUNSTSCHAU 2019 DES KÜNSTLERBUNDES MECKLENBURG UND VORPOMMERN E.V. IM BBK, Kunstmühle Schwaan[12]
- 2019 – INTERMEZZO: Annegret Goebeler (Malereien & Grafiken) & Takwe Kaenders (Objekte & Plastiken), Kunstwasserwerk in Schwerin[13]
- 2020 – Grafikausstellung Mecklenburg-Vorpommern 2020[14]
- 2021 – Gaststipendiaten stellen in der Galerie am Alten Markt (Rostock) aus[15]
- 2021 – KunstTraum Künstler*innen im Landkreis Rostock, Galerie Teterow[16]
- ständige Ausstellung – Kunsthaus Bützow, Werke von Annegret Goebeler[17]